# Sauce arachide

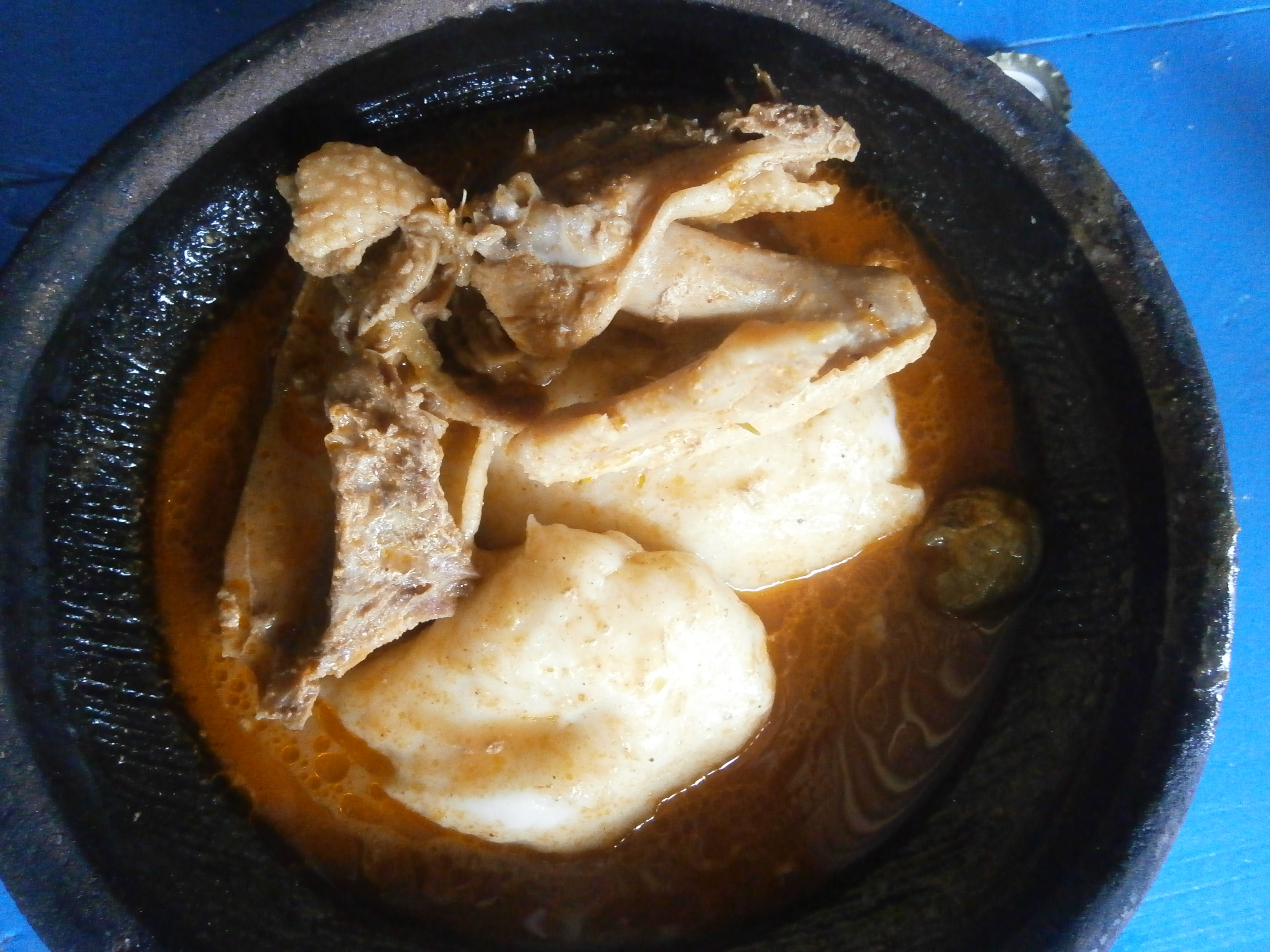
Fufu accompagné d'une sauce arachide au poulet.

La sauce d'arachide est une sauce originaire d'Afrique, surtout consommée en Afrique de l'Ouest et en Afrique centrale,.

## Utilisation
En France, elle est préparée avec du poulet mais aussi, avec du bœuf et poulet fumé. La préparation de la sauce d'arachide diffère d'une région à une autre. Elle peut être préparée avec du poisson frais, poisson fumé ou du poulet fumé.
Communément servie avec du riz, elle peut s'accompagner de la pâte blanche ou Telibɔ̌ wɔ̌. Aussi avec le foufou (la pâte de tubercule) ou le tô, fonio (pâte de céréales).